# 奧列利河
奧列利河（又稱奧雷利河或葉雷利河）是烏克蘭河流，屬於第聶伯河的左支流，河道全長346公里，流域面積9,800平方公里，河水主要來自融雪和雨水，每年十二月至翌年三月結冰，河畔城鎮有佩雷谢皮内。